# Max Ehrmann
Max Ehrmann (Terre Haute, Indiana; 26 de septiembre de 1872 - Ib; 9 de septiembre de 1945) fue un poeta, escritor, filósofo y abogado estadounidense de origen alemán, reconocido principalmente por Desiderata, un poema en prosa escrito en 1927 y publicado póstumamente por su esposa en 1948. 
Sus otros trabajos incluyen La esposa de Marobuis, El Robo del Banco y El Plummer. Asistió a la Universidad DePauw y se desempeñó como editor de la publicación de noticias de la universidad. Estudió derecho en la Universidad de Harvard y se convirtió en abogado en su estado natal, Indiana. Se casó con Bertha Pratt Rey Ehrmann en junio de 1945, y murió tan solo tres meses más tarde. Fue influido por el trabajo de Ralph Waldo Emerson.